# Марія Текська
Марія Те́кська (англ. Mary of Teck, нім. Maria von Teck; при народженні Вікто́рія Марія Авгу́ста Луїза О́льга Пауліна Клодіна Агне́сса, англ. Victoria Mary Augusta Louise Olga Pauline Claudine Agnes; 26 травня 1867, Кенсінгтонський палац, Лондон — 24 березня 1953, Мальборо-гаус, Лондон) — королева-консорт Сполученого Королівства і Британських Домініонів, і Імператриця-консорт Індії, дружина Короля-Імператора Георга V.
Хоча формально Марія була принцесою Текською у Вюртемберзькому королівстві, вона народилась і виросла в Англії. Її батьками були Герцог Текський Френсіс, німець за походженням, і Принцеса Марія Аделаїда Кембриджська, член Британської королівської сім'ї. Неофіційно вона була відома як «Мей» (англ. May) за назвою місяця, в якому вона народилась. У 24 роки вона була заручена з принцом Альбертом-Віктором, герцогом Кларенс і Авондейл, старшим сином принца Уельського, але через шість тижнів після оголошення про заручини він несподівано помер від пневмонії. Наступного року вона заручилась із братом Альберта Віктора, Георгом, який згодом став королем. До вступу чоловіка на трон вона послідовно була герцогинею Йоркською, герцогинею Корнуольською, принцесою Уельською.
Як королева-консорт з 1910 року вона підтримувала свого чоловіка під час Першої світової війни, післявоєнних років, підйому соціалізму й націоналізму, турбувалась про стан його здоров'я. Після смерті Георга у 1936 році вона стала королевою-матір'ю, а її старший син, Едуард, зійшов на трон. Але, на жаль для Марії, він зрікся престолу того ж року, щоб одружитися з двічі розлученою американською світською левицею Волліс Сімпсон. Марія підтримувала свого другого сина, Альберта, який вступив на престол як Георг VI, до його смерті в 1952 році. Померла 24 березня 1953 року від раку, на початку правління своєї онуки, королеви Єлизавети II, яку ще не було короновано. Як повідомлялось, останньою її волею було, аби через траур коронацію, яка відбулась 2 червня того ж року, не відкладали.

## Ранні роки

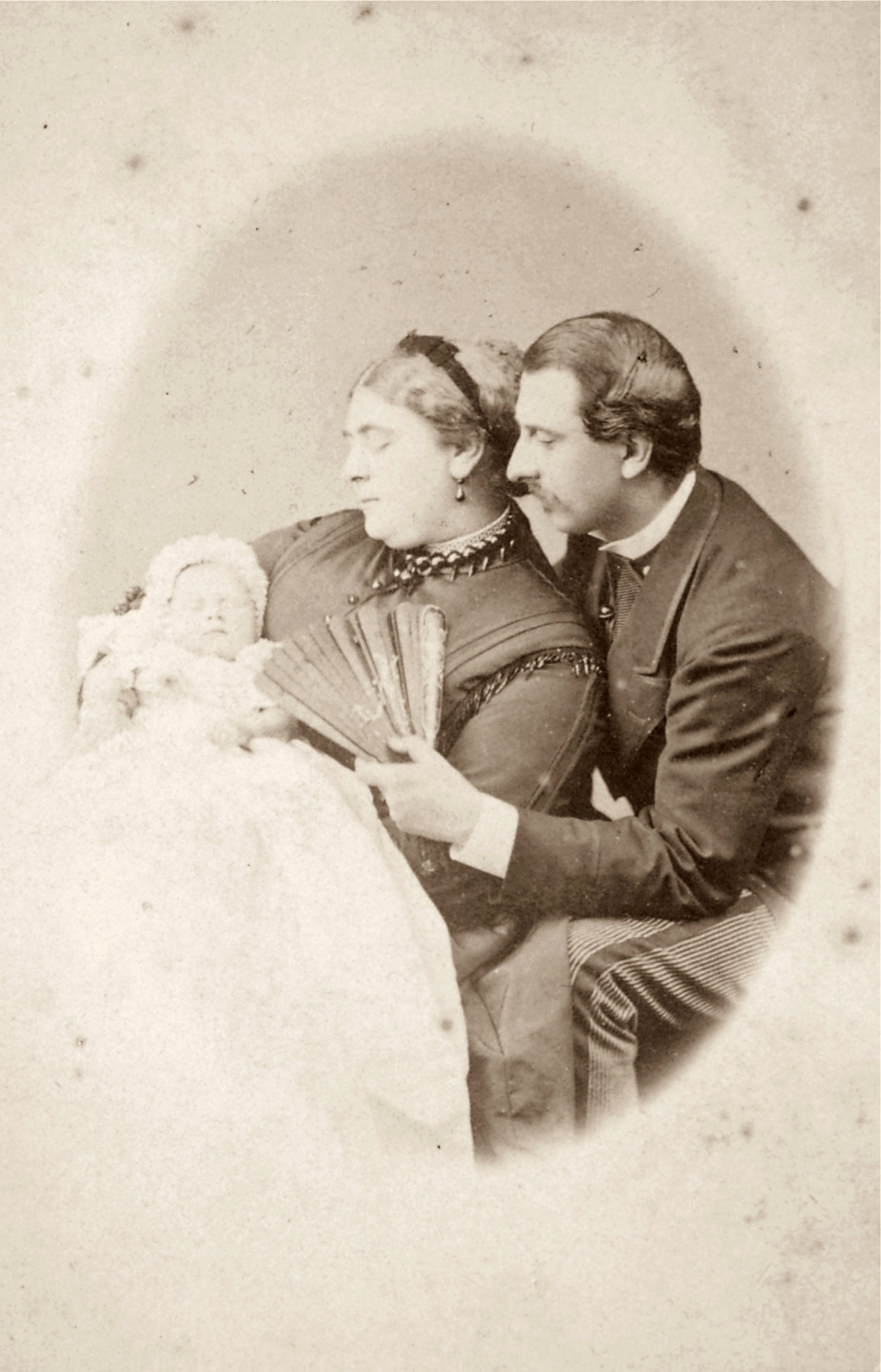

Принцеса Вікторія Мері Текська народилася 26 травня 1867 року в Кенсінгтонському палаці в Лондоні, у тій самій кімнаті, де 48 років і 2 дні тому народилася королева Вікторія, її двоюрідна сестра. Королева Вікторія приїхала відвідати дитину, написавши, що вона «дуже гарна, з гарними рисами обличчя та великою кількістю волосся».
Її батьком був принц Франц, герцог Текський, син герцога Олександра Вюртемберзького від його морганатичної дружини, графині Клодін Реді фон Кіс-Реде. Її мати була принцеса Мері-Аделаїда Кембриджська, онука короля Георга III і третя дитина та молодша дочка принца Адольфа, герцога Кембриджського .
Її хрестив у Королівській каплиці Кенсінгтонського палацу 27 липня 1867 року Чарльз Томас Лонглі, архієпископ Кентерберійський. З раннього дитинства вона була відома своїй сім'ї, друзям і публіці під зменшувальним ім'ям «Мей» за назвою місяця її народження.
Виховання Мей було «веселим, але досить суворим». Вона була старшою з чотирьох дітей і єдиною донькою, і «навчилася виявляти свою рідну розсудливість, твердість і тактовність», вирішуючи дрібні хлопчачі сварки своїх трьох молодших братів.  Вони грали зі своїми двоюрідними братами, дітьми принца Уельського, які були однакового віку.  Вона виросла в Кенсінгтонському палаці та Білій лоджі в Річмонд-парку, яка була надана королевою Вікторією на постійне проживання. Її виховували вдома мати та гувернантка (як і її брати, поки їх не відправили в інтернат). Герцогиня Текська проводила зі своїми дітьми надзвичайно довго для жінки свого часу та класу  і залучила Мей до різноманітних благодійних заходів, серед яких було відвідування житлових будинків бідних.
Хоча Мей була правнучкою Георга III, вона була лише другорядним членом британської королівської родини. Її батько, герцог Текський, не мав спадщини чи багатства і носив нижчий королівський стиль Його Високості, оскільки шлюб його батьків був морганатичним. Герцогиня Текська отримала парламентську ренту в розмірі 5000 фунтів стерлінгів і отримувала близько 4000 фунтів на рік від своєї матері, герцогині Кембриджської, але вона щедро жертвувала десяткам благодійних організацій. Принц Френсіс був у великих боргах і в 1883 році перевіз свою родину за кордон із невеликим персоналом, щоб заощадити. Вони подорожували Європою, відвідуючи своїх родичів. Якийсь час вони залишилися у Флоренції, Італія, де Мей із задоволенням відвідувала художні галереї, церкви та музеї.  Вона вільно володіла англійською, німецькою та французькою мовами.
У 1885 році сім'я повернулася в Лондон і деякий час жила на Честер-сквер.  Мей була близька зі своєю матір'ю і виконувала обов'язки неофіційного секретаря, допомагаючи організовувати вечірки та світські заходи. Вона також була близькою зі своєю тіткою, великою герцогинею Мекленбург-Штреліцькою, і писала їй щотижня. Під час Першої світової війни кронпринцеса Швеції допомагала передавати листи від Мей своїй тітці, яка жила на ворожій території в Німеччині до своєї смерті в 1916 році.

## Смерть
У 1952 році помер Георг VI — третя дитина королеви Марії; її старша онука, принцеса Єлизавета, зійшла на престол як королева Єлизавета II. Смерть третьої дитини глибоко вплинула на неї. Мері зауважила принцесі Марії Луїзі: «Я втратила трьох синів через смерть, але я ніколи не мала честі бути поруч, щоб попрощатися з ними».
Мей померла 24 березня 1953 року вві сні у 85-річному віці, за десять тижнів до коронації її онуки. Вона дала зрозуміти, що якщо вона помре, коронацію не можна відкладати. Її останки покояться у Вестмінстер-голі, де велика кількість скорботних пройшла біля її труни. Вона похована поруч із чоловіком у каплиці Святого Георгія Віндзорського замку.
Заповіт Мері був запечатаний у Лондоні після її смерті. Її маєток оцінили в 406 407 фунтів стерлінгів (або 7,9 мільйонів фунтів стерлінгів у 2022 році з поправкою на інфляцію).

## Звання
- 26 травня 1867 — 6 липня 1893: Її Світла Високість Принцеса Вікторія Марія Текська
- 6 липня 1893 — 22 січня 1901: Її Королівська Високість Герцогиня Йоркська
- 22 січня 1901 — 9 листопада 1901: Її Королівська Високість Герцогиня Корнуольська і Йоркська
- 9 листопада 1901 — 6 травня 1910: Її Королівська Високість Принцеса Уельська
- 6 травня 1910 — 20 січня 1936: Її Величність Королева
- 20 січня 1936 — 24 березня 1953: Її Величність Королева Марія

## Ушанування пам'яті

### У кінематографі
Життя Королеви Марії як членкині королівської родини було висвітлено в серіалі «Корона».